# 公司田溪程氏古厝
公司田溪程氏古厝是位於台灣新北市淡水區一帶，大約在清朝光緒期間建立的閩式三合院農舍。於2003年3月17日登錄為新北市歷史建築。全園區由新北市立淡水古蹟博物館負責營運。

## 歷史
程氏古厝為清朝乾隆期間，從福建省渡過台灣海峽到台灣謀生的程耀事之後代子孫，於大庄埔靠近公司田溪地區向楊氏大戶所購買的屋宅。此屋子實際成立的時間雖不明確，不過在中法戰爭發生時曾被清軍作為淡水之役的駐兵地點，因此一般推算是在光緒期間打造。
在2003年3月17日，新北市政府宣佈程氏古厝具備歷史文化價值，被登記為新北市文化資產之一。2009年新北市文化局開始著手進行程氏古厝的修復工程，並在隔年年底完成。2013年3月則由新北市淡水休閒農業協會進駐，作為推行文化工藝教學、觀光活動的地點，並在2017年獲評選為「文化部文化資產局文化資產管理維護優良獎」，成為淡水第一個歷史空間活化獲獎的案例。

## 構造
在格局上，程氏古厝為具有左右護龍的典型三合院，是屬於五開間、火庫起雙護龍式的農家房舍。
屋頂的屋脊為採用金型馬背樣式，屋面是依序疊加檁桁與椽條、望磚後補上瓦片所形成。
牆壁的牆基是由當地安山岩與卵石製作，外觀的牆面則是用斗磚所建造。在牆面一些地方具有可在屋內擺架槍枝、用來防禦外敵的銃孔，牆底也有可讓飼養的家貓進入捕捉室內老鼠的貓洞。

## 外部連結
- 新北市政府的公司田溪程氏古厝介紹 （页面存档备份，存于）